# 225088 Gonggong
(225088) Gonggong, voorheen 2007 OR10, is een planetoïde in de Kuipergordel. De planetoïde heeft dezelfde grootte als Haumea. Het perihelium was in 1874. In maart 2025 is Gonggong ongeveer 89,5 AE van de zon verwijderd en is het op vier na verste object in het zonnestelsel, na  Eris (95,6 AE), 2015 TH367 (91,8 AE), Farout (124,0 AE) en FarFarOut (131,9 AE). Gonggong was in 2013 verder van de zon verwijderd dan Sedna en zal in 2045 ook verder van de zon zijn dan Eris, het aphelium wordt bereikt in 2130.
Gonggong heeft één maan, Xiangliu. Op 5 februari 2020 werden beide namen officieel voorgesteld door de IAU (Minor Planet Circ. 121135).